# Y Весов
Y Весов (лат. Y Librae), HD 134739 — одиночная переменная звезда в созвездии Весов на расстоянии (вычисленном из значения параллакса) приблизительно 1583 световых лет (около 485 парсеков) от Солнца. Видимая звёздная величина звезды — от +14,7m до +7,6m.

## Характеристики
Y Весов — красная пульсирующая переменная звезда, мирида (M) спектрального класса M5e-M8,2e или M3/5e. Эффективная температура — около 3500 К.